# 康鐸
康鐸（?—?），明朝军事将领。康茂才之子。
其十岁时，陪皇太子读书。因其父亲功劳而继承蘄春侯。后在鳳陽进行屯田。并率军征讨辰州叛乱，后跟从徐达北征、跟从傅友德征战云南，攻克普定等地。后在军中逝世，年仅二十三岁。追封蘄國公，諡忠愍。